# Ozodiceromya flavipennis
Ozodiceromya flavipennis är en tvåvingeart som först beskrevs av Cole 1923.  Ozodiceromya flavipennis ingår i släktet Ozodiceromya och familjen stilettflugor. Inga underarter finns listade i Catalogue of Life.